# Nuoto ai Giochi della XXV Olimpiade

## Podi

### Uomini
| Evento                          | Oro | Perform. | Argento | Perform. | Bronzo                                                                                             | Perform. |
| Stile libero                    | |          | |          | |          |
| 50 m (dettagli)                 | Alexander Popov | 21"91    | Matt Biondi | 22"09    | Tom Jager                                                                                          | 22"30    |
| 100 m (dettagli)                | Alexander Popov | 49"02    | Gustavo Borges | 49"43    | Stéphan Caron                                                                                      | 49"50    |
| 200 m (dettagli)                | Evgenij Sadovyj | 1'46"70  | Anders Holmertz | 1'46"86  | Antti Kasvio                                                                                       | 1'47"63  |
| 400 m (dettagli)                | Evgenij Sadovyj | 3'45"00  | Kieren Perkins | 3'45"16  | Anders Holmertz                                                                                    | 3'46"77  |
| 1500 m (dettagli)               | Kieren Perkins | 14'43"48 | Glen Housman | 14'55"29 | Jörg Hoffmann                                                                                      | 15'02"29 |
| Dorso                           | |          | |          | |          |
| 100 m (dettagli)                | Mark Tewksbury | 53"98    | Jeff Rouse | 54"04    | David Berkoff                                                                                      | 54"78    |
| 200 m (dettagli)                | Martín López-Zubero | 1'58"47  | Vladimir Sel'kov | 1'58"87  | Stefano Battistelli                                                                                | 1'59"40  |
| Rana                            | |          | |          | |          |
| 100 m (dettagli)                | Nelson Diebel | 1'01"50  | Norbert Rózsa | 1'01"68  | Phil Rogers                                                                                        | 1'01"76  |
| 200 m (dettagli)                | Mike Barrowman | 2'10"16  | Norbert Rózsa | 2'11"23  | Nick Gillingham                                                                                    | 2'11"29  |
| Farfalla                        | |          | |          | |          |
| 100 m (dettagli)                | Pablo Morales | 53"32    | Rafał Szukała | 53"35    | Anthony Nesty                                                                                      | 53"41    |
| 200 m (dettagli)                | Melvin Stewart | 1'56"26  | Danyon Loader | 1'57"93  | Franck Esposito                                                                                    | 1'58"51  |
| Misti                           | |          | |          | |          |
| 200 m (dettagli)                | Tamás Darnyi | 2'00"76  | Greg Burgess | 2'00"97  | Attila Czene                                                                                       | 2'01"00  |
| 400 m (dettagli)                | Tamás Darnyi | 4'14"23  | Eric Namesnik | 4'15"57  | Luca Sacchi                                                                                        | 4'16"34  |
| Staffette                       | |          | |          | |          |
| 4x100 m stile libero (dettagli) | Stati Uniti Joseph Hudepohl Matt Biondi Tom Jager Jon Olsen Shaun Jordan* Joel Thomas*                                   | 3'16"74  | Squadra Unificata Pavlo Chnykin Gennadij Prigoda Jurij Baškatov Aleksandr Popov Vladimir Pyšnenko* Veniamin Tajanovič*                | 3'17"56  | Germania Dirk Richter Christian Tröger Steffen Zesner Mark Pinger Andreas Szigat* Bengt Zikarsky*' | 3'17"90  |
| 4x200 m stile libero (dettagli) | Squadra Unificata Dmitrij Lepikov Vladimir Pyšnenko Veniamin Tajanovič Evgenij Sadovyj Aleksey Kudryavtsev* Yury Mukhin* | 7'11"95  | Svezia Christer Wallin Anders Holmertz Tommy Werner Lars Frölander                                                                    | 7'15"51  | Stati Uniti Joseph Hudepohl Melvin Stewart Jon Olsen Doug Gjertsen Scott Jaffe* Dan Jorgensen*'    | 7'16"23  |
| 4x100 m misti (dettagli)        | Stati Uniti Jeff Rouse Nelson Diebel Pablo Morales Jon Olsen David Berkoff* Hans Dersch* Melvin Stewart* Matt Biondi*    | 3'36"93  | Squadra Unificata Vladimir Sel'kov Vasilij Ivanov Pavlo Chnykin Aleksandr Popov Vladimir Pyšnenko* Vladislav Kulikov* Dmitrij Volkov* | 3'38"56  | Canada Mark Tewksbury Jonathan Cleveland Marcel Gery Stephen Clarke Tom Ponting*'                  | 3'39"66  |

* indica i nuotatori che hanno gareggiato solamente in batteria.

### Donne
| Evento                          | Oro | Perform. | Argento | Perform. | Bronzo | Perform. |
| Stile libero                    | |          | |          | |          |
| 50 m (dettagli)                 | Yang Wenyi | 24"79    | Zhuang Yong | 25"08    | Angel Martino | 25"23    |
| 100 m (dettagli)                | Zhuang Yong | 54"64    | Jenny Thompson | 54"84    | Franziska van Almsick                                                                                             | 54"94    |
| 200 m (dettagli)                | Nicole Haislett | 1'57"90  | Franziska van Almsick | 1'58"00  | Kerstin Kielgass                                                                                                  | 1'59"67  |
| 400 m (dettagli)                | Dagmar Hase | 4'07"18  | Janet Evans | 4'07"37  | Hayley Lewis | 4'11"22  |
| 800 m (dettagli)                | Janet Evans | 8'25"52  | Hayley Lewis | 8'30"34  | Jana Henke | 8'30"99  |
| Dorso                           | |          | |          | |          |
| 100 m (dettagli)                | Krisztina Egerszegi | 1'00"68  | Tünde Szabó | 1'01"14  | Lea Loveless | 1'01"43  |
| 200 m (dettagli)                | Krisztina Egerszegi | 2'07"06  | Dagmar Hase | 2'09"46  | Nicole Stevenson                                                                                                  | 2'10"20  |
| Rana                            | |          | |          | |          |
| 100 m (dettagli)                | Alena Rudkoŭskaja | 1'08"00  | Anita Nall | 1'08"17  | Samantha Riley | 1'09"25  |
| 200 m (dettagli)                | Kyōko Iwasaki | 2'26"65  | Lin Li | 2'26"85  | Anita Nall | 2'26"88  |
| Farfalla                        | |          | |          | |          |
| 100 m (dettagli)                | Qian Hong | 58"62    | Crissy Ahmann-Leighton | 58"74    | Catherine Plewinski                                                                                               | 59"01    |
| 200 m (dettagli)                | Summer Sanders | 2'08"67  | Wang Xiaohong | 2'09"01  | Susie O'Neill | 2'09"03  |
| Misti                           | |          | |          | |          |
| 200 m (dettagli)                | Lin Li | 2'11"65  | Summer Sanders | 2'11"91  | Daniela Hunger | 2'13"92  |
| 400 m (dettagli)                | Krisztina Egerszegi | 4'36"54  | Lin Li | 4'36"73  | Summer Sanders | 4'37"58  |
| Staffette                       | |          | |          | |          |
| 4x100 m stile libero (dettagli) | Stati Uniti Nicole Haislett Angel Martino Jenny Thompson Dara Torres Ashley Tappin* Crissy Ahmann-Leighton*                              | 3'39"46  | Cina Le Jingyi Lü Bin Zhuang Yong Yang Wenyi Zhao Kun*                                                                    | 3'40"12  | Germania Franziska van Almsick Daniela Hunger Simone Osygus Manuela Stellmach Kerstin Kielgass* Annette Hadding*' | 3'41"60  |
| 4x100 m misti (dettagli)        | Stati Uniti Crissy Ahmann-Leighton Lea Loveless Anita Nall Jenny Thompson Janie Wagstaff* Megan Kleine* Summer Sanders* Nicole Haislett* | 4'02"54  | Germania Franziska van Almsick Jana Dörries Dagmar Hase Daniela Hunger Daniela Brendel* Bettina Ustrowski* Simone Osygus* | 4'05"19  | Squadra Unificata Nina Živanevskaja Ol'ga Kiričenko Natal'ja Meščerjakova Alena Rudkoŭskaja Elena Choubina*'      | 4'06"44  |

* indica le nuotatrici che hanno gareggiato solamente in batteria.

## Medagliere
| Pos. | Nazione           | Oro | Argento | Bronzo | Totale |
| ---- | ----------------- | --- | ------- | ------ | ------ |
| 1    | Stati Uniti       | 10  | 8       | 7      | 25     |
| 2    | Squadra Unificata | 6   | 3       | 1      | 10     |
| 3    | Ungheria          | 5   | 3       | 1      | 9      |
| 4    | Cina              | 4   | 5       | 0      | 9      |
| 5    | Germania          | 1   | 3       | 6      | 10     |
| 6    | Australia         | 1   | 3       | 4      | 8      |
| 7    | Canada            | 1   | 0       | 1      | 2      |
| 8    | Giappone          | 1   | 0       | 0      | 1      |
| 8    | Spagna            | 1   | 0       | 0      | 1      |
| 10   | Svezia            | 0   | 2       | 1      | 3      |
| 11   | Brasile           | 0   | 1       | 0      | 1      |
| 11   | Nuova Zelanda     | 0   | 1       | 0      | 1      |
| 11   | Polonia           | 0   | 1       | 0      | 1      |
| 14   | Francia           | 0   | 0       | 3      | 3      |
| 15   | Italia            | 0   | 0       | 2      | 2      |
| 16   | Finlandia         | 0   | 0       | 1      | 1      |
| 16   | Regno Unito       | 0   | 0       | 1      | 1      |
| 16   | Suriname          | 0   | 0       | 1      | 1      |